# Alent

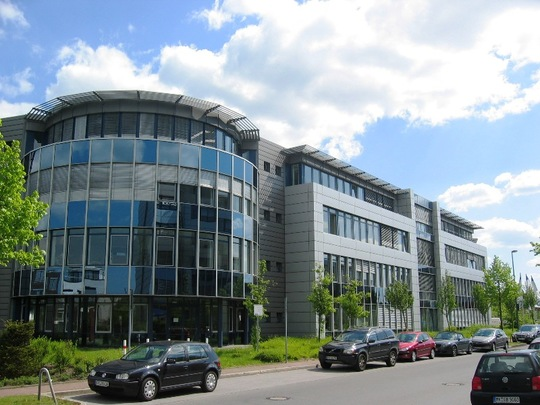
Alent Germany GmbH, Gewerbepark Langenfeld

Alent plc war ein britisches Unternehmen der Chemie und Elektrotechnik, mit Hauptsitz in Woking, England. Entstanden war das Unternehmen am 18. Dezember 2012 aus der Abspaltung der Performance Materials Division des britischen Mischkonzerns Cookson Group. Alent war im FTSE 250 der Londoner Börse gelistet.
Weltweit waren mehr knapp 2.600 Mitarbeiter im Unternehmen beschäftigt. Zu den Kunden von Alent gehörten viele namhafte Großkonzerne wie Apple, Samsung, Hewlett Packard, Dell und LG.
Im Jahr 2015 wurde Alent für 1,35 Milliarden Pfund durch die von den Investoren Nicolas Berggruen und Martin E. Franklin kontrollierte US-amerikanische Firma Platform Specialty Products übernommen und der Name Alent vom Markt genommen.

## Alent in Deutschland
Der deutsche Hauptsitz von Alent befand sich in Langenfeld, zwischen Köln und Düsseldorf, und firmierte unter dem Namen Alent Germany GmbH. Mit ca. 350 Mitarbeitern entwickelte, produzierte und vertrieb das Unternehmen dort Spezialchemie (Marke Enthone) und Elektrotechnik (Marke alpha). Seit der Übernahme der Firma ORMECON, in Ammersbek bei Hamburg, befand sich dort das Nano Science Center des Unternehmens.

## Geschäftstätigkeit
Die Firma Alent war auf allen Kontinenten vertreten. Vom Hauptsitz in Woking aus wurden die weltweiten Aktivitäten gelenkt. Ferner befanden sich auf dem europäischen Kontinent Standorte in Deutschland, Frankreich, Spanien, Portugal, Italien, Belgien, Niederlande, Polen, Österreich, Ungarn und der Türkei.
In Amerika war das Unternehmen, neben den USA (New Jersey und   Connecticut), auch in Mexiko und Brasilien vertreten.
Im Zuge des „Asien-Booms“ hatte sich das Unternehmen in den letzten Jahren ebenfalls verstärkt auf diese Märkte konzentriert und neue Fertigungs- und Entwicklungsstandorte in Singapur, Japan und Indien errichtet.

## Produkte
Alent produzierte mit seinen Tochtergesellschaften Enthone und Alpha Metals unter anderem Spezialchemie für die Oberflächenveredelung und Verbrauchsmaterialien für die Elektroindustrie wie z. B. Lot, verschiedene Metalllegierungen und Flussmittel für die Herstellung von Leiterplatten. Daneben produzierte Alent unter der Marke Fernox Produkte für die Wasseraufbereitung.